# Scuola dello sport
La Scuola dello Sport di Sport e Salute è l’Istituto di Alta Formazione dello Sport Italiano. 
Fondata nel 1966, sviluppa attività e competenze nel campo della formazione specialistica per le diverse figure operanti nel mondo dello sport, della ricerca scientifica, della documentazione e della diffusione culturale in ambito sportivo.
È un modello unico al mondo nel rappresentare l’impegno verso il ruolo educativo e valoriale dello sport. Rappresenta in ambito formativo, il punto di riferimento delle Direzioni tecniche e dei Centri studi delle Federazioni sportive nazionali e delle Discipline sportive associate.
La Scuola dello Sport contribuisce alla valorizzazione della cultura sportiva italiana offrendo servizi di documentazione e ricerca bibliografica. In tale settore si colloca la Biblioteca Sportiva Nazionale, con la più ampia ed esaustiva raccolta italiana, specializzata nello sport e nell’educazione fisica, composta da circa 40.000 volumi tra cui un fondo antico, che comprende la storia e la storiografia dello sport attraverso documenti che vanno dall’età rinascimentale al XIX secolo ed un settore dedicato alle pubblicazioni periodiche. La raccolta di periodici della Biblioteca, che assomma oltre 2200 testate, di cui 100 correnti, conserva e collaziona la maggior parte delle riviste e dei quotidiani sportivi italiani, dal primo numero dello Sport Illustrato alla raccolta della Gazzetta dello Sport, al Littoriale/Corriere dello Sport.
La Scuola dello Sport pubblica anche SdS - Rivista di Cultura sportiva. Ideatore e anima della più prestigiosa pubblicazione in lingua italiana di scienze dello sport è stato, per oltre 25 anni, Mario Gulinelli.

## Storia
Fu istituita come Scuola centrale dello sport nel 1965, per opera del presidente del CONI Giulio Onesti: iniziò l'attività l'anno successivo presso il centro di preparazione olimpica dell'Acqua Acetosa di Roma. I compiti iniziali riguardavano la formazione, l'aggiornamento, il perfezionamento e la specializzazione dei tecnici da destinare alle federazioni sportive ed al CONI: i maestri dello sport. La Scuola centrale dello sport operò in tale veste sino al 1978.
Nel biennio 1978- 1979, col nuovo ordinamento dei servizi deliberato dal consiglio nazionale del CONI, la struttura assunse l'attuale denominazione di Scuola dello sport ed una nuova missione: didattica e consulenza (con particolare riguardo alla formazione dei tecnici, di istruttori con funzioni didattiche e di quadri dirigenziali e alla consulenza degli organi tecnici del CONI e delle federazioni sportive; documentazione ed informazione; ricerca (differenziata in ricerca di base e applicata specifica).
A seguito della riforma del  CONI ed in attuazione dello statuto dell'Ente sportivo e del Libro Bianco sullo sport, la Scuola dello Sport è stata gestita da Coni Servizi SPA fino al 2019 e quindi da Sport e Salute.

## Elenco dei Dirigenti della Scuola dello Sport
| Dirigente            | Mandato     |
| -------------------- | ----------- |
| Mario Vivaldi        | 1979 - 1981 |
| Giuliano Pacciarelli | 1981        |
| Mario Vivaldi        | 1981 - 1983 |
| Gianfranco Carabelli | 1983 - 1988 |
| Roberto Contento     | 1988 - 1992 |
| Pasquale Bellotti    | 1992 - 2005 |
| Nicola Schiavone     | 2006 - 2009 |
| Marco Arpino         | 2009 - 2013 |
| Rossana Ciuffetti    | 2013 -      |